# Justo Arosemena Lacayo
Justo Arosemena Lacayo (Ciudad de Panamá, 31 de marzo de 1929-La Ceja, 12 de octubre de 2000) fue un escultor y pintor panameño radicado en Medellín, Colombia. 

## Vida y obra

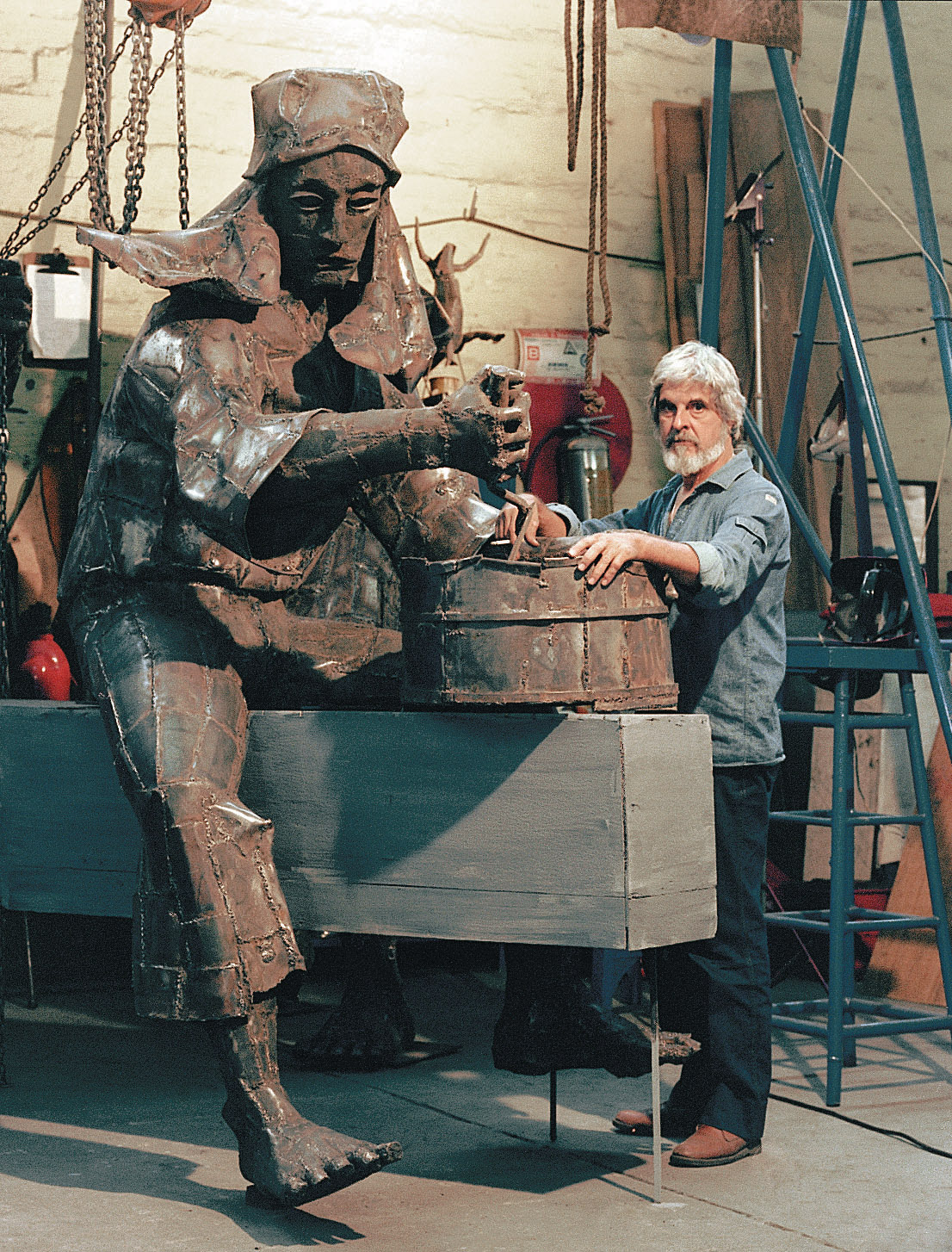
Arosemena y Obrero.

Justo Arosemena Lacayo nació en la Ciudad de Panamá el 31 de marzo de 1929, tataranieto del prócer panameño Justo Arosemena. En su ciudad natal vive hasta que en 1937, su familia se trasladó a los Estados Unidos y su madre dispone su ingreso a la academia militar de Villanova en Ojai, California. Una vez concluidos sus estudios básicos, reconoció su inclinación por las artes plásticas, sentimiento que lo llevó a iniciar estudios de pintura en la Escuela de Bellas Artes de Panamá. Su formación artística avanza en ciudades como Montreal y Nueva York, donde también se inició en el campo de la publicidad. A partir del año 1952 continuó con su carrera artística en Madrid, lugar en el que radicó para trabajar y nutrirse del arte en los años siguientes. Allí se convirtió en alumno privado de renombrados maestros de la pintura española, entre ellos Daniel Vázquez Díaz y José Caballero.

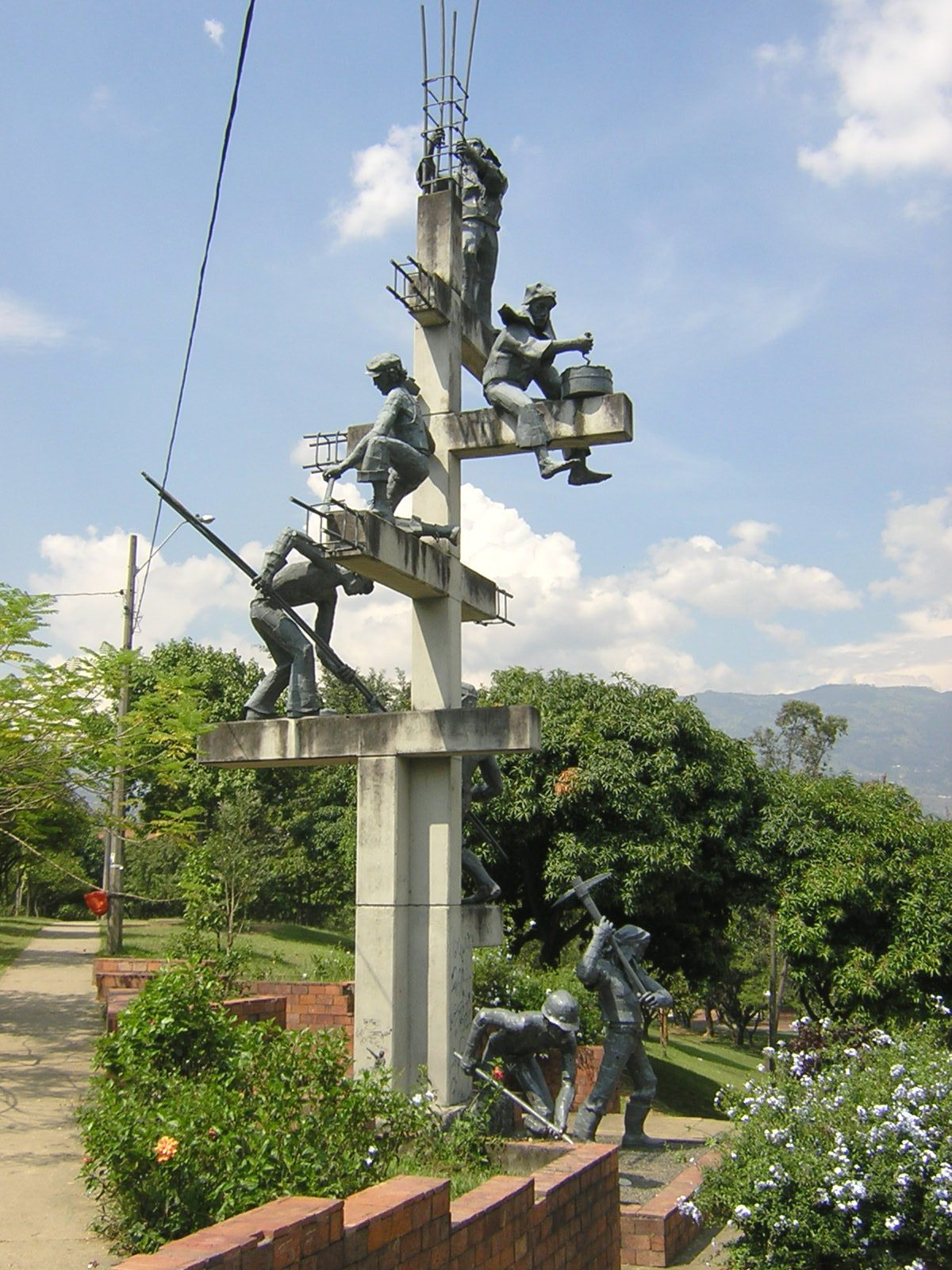
Monumento a los Obreros de la Construcción, obra de Arosemena en la Urbanización Nueva Villa del Aburrá, Belén (Medellín).

A raíz de una invitación del promotor y crítico de arte Leonel Estrada, para una exposición individual en Medellín en 1955, llega a esta ciudad, donde conoce a la escritora Olga Elena Mattei y decide establecerse. De inmediato es invitado por el maestro Ignacio Gómez Jaramillo como colaborador en la realización de los frescos sobre la «Liberación de los Esclavos» del gran salón de la cúpula del Palacio de la Cultura de Medellín, entonces sede de la asamblea departamental. Continúa con su actividad artística alternando su producción entre la pintura y la escultura, las cuales complementa con el trabajo creativo en la agencia publicitaria que funda en los años 1960, «Arosemena Ltda». En las décadas de 1970 y 1980 abre un taller didáctico de pintura donde ejerce la docencia (era uno de los pocos talleres de la época donde se enseñaba dibujo al desnudo). A partir de esta época, Arosemena es nombrado cónsul ad-honorem de Panamá, en Medellín, cargo que ejerce hasta su muerte.
En 1992, después de un largo tiempo dedicado a la escultura y la pintura en Medellín, Arosemena decide radicar su estudio y residencia en la Ermita de San Francisco de Montesclaros, en el municipio de La Ceja. Es aquí, donde Arosemena no solo continúa su búsqueda artística, sino que consolida en su estudio un taller de artes y oficios para los jóvenes menos favorecidos de la región. La Ermita de San Francisco de Monstesclaros, su residencia final, sería el lugar de inspiración para sus últimas obras. Muere en este lugar el 12 de octubre de 2000.